# Сибирский союз РСДРП
Сиби́рский со́юз РСДРП — российская революционная организация, объединение социал-демократических кружков Сибири. Создан в 1901 г. как Сибирский социал-демократический союз, в 1903 г., со вступлением его членов в РСДРП, изменил название на Сибирский социал-демократический союз — Комитет РСДРП, позднее стал называться Сибирский союз РСДРП.

## История организации
Создан Сибирский социал-демократический союз летом 1901 г. по предложению томских социал-демократов. В союз вошли с.-д. кружки Томска, Красноярска, Иркутска и нескольких железнодорожных станций. Большинство его членов склонялись к популярному в то время экономизму, что повлияло на программу организации. В 1902 г. комитеты союза появились в Чите, Петропавловске, Барнауле, Новониколаевске, Ачинске, Канске и др., в 1903 — в Омске.
В 1902 г. центр союза был перенесён из Томска в Иркутск. В 1903 г. союз вступил в РСДРП и изменил своё название на Сибирский социал-демократический союз — Комитет РСДРП. На II съезде РСДРП делегатами союза были избраны Л. Д. Троцкий и В. Е. Мандельберг, которые заняли меньшевистские позиции. В ноябре того же года центр союза вновь был переведён в Томск.
После этого союз склоняется к меньшевизму. Так, например, в 1905 г. делегат союза В. А. Гутовский (Маевский) участвовал в конференции меньшевиков в Женеве, а не в III съезде РСДРП. В июне того же года в руководство союза были избраны в основном меньшевики, однако, в условиях начавшейся в России революции, местные комитеты вынуждены были действовать самостоятельно и союз de facto распался. В 1906 г. был избран большевистский Союзный комитет, но в 1908 г. из-за арестов его членов деятельность прекратилась.